# رولاند ألفونسو
رولاند ألفونسو (بالإنجليزية: Roland Alphonso)‏ هو عازف ساكسفون جامايكي وكوبي، ولد في 12 يناير 1931 في هافانا في كوبا، وتوفي في 20 نوفمبر 1998 في لوس أنجلوس في الولايات المتحدة.

## وصلات خارجية
- رولاند ألفونسو على موقع IMDb (الإنجليزية)
- رولاند ألفونسو على موقع ميوزك برينز (الإنجليزية)
- رولاند ألفونسو على موقع إن إن دي بي (الإنجليزية)
- رولاند ألفونسو على موقع أول ميوزيك (الإنجليزية)
- رولاند ألفونسو على موقع ديسكوغز (الإنجليزية)